# Vlečné vozy Graz série 60–71 (Brno)
Vlečné vozy série 60–71 jsou typ dvounápravového obousměrného tramvajového vlečného vozu, vyrobeného podnikem Grazer Waggon- & Maschinen-Fabriks-Aktiengesellschaft vorm. Joh. Weitzer ve Štýrském Hradci v roce 1900 pro Společnost brněnských elektrických pouličních drah. Byly dodány se sérií obdobných motorových vozů, s nimiž zahajovaly provoz elektrické tramvaje v Brně.

## Konstrukce
Konstrukce skříně vycházela z brněnských vozů ev. č. 1–41, byla však o 900 mm kratší. Skříň vozu byla tedy dřevěná a oplechovaná, s rámem z ocelových profilů a otevřenými plošinami. V každé bočnici se nacházela čtyři spouštěcí okna. Střecha s větracím nástřeškem byla zhotovena z dřevěných palubek pokrytých plátnem. V interiéru, který byl od plošin oddělen přepážkami s posuvnými dveřmi, se nacházely podélné laťkové lavice. Osvětlení vozu bylo elektrické. Pojezd vozu byl volnoosý. Nápravy byly vedeny pomocí rozsoch s kluznými nápravovými ložisky. Elektromechanická zdržová brzda byla ovládána buď klikou umístěnou na plošině, nebo elektrickým proudem z hnacího vozidla.
V roce 1920 byla elektromechanická brzda vyměněna za solenoidovou.

## Dodávky tramvají
V roce 1900 bylo vyrobeno celkem 12 vozů tohoto typu.
| Současný stát | Město | Článek | Roky dodávek | Počet vozů | Evidenční čísla při dodání | Poznámky | Zdroj |
| ------------- | ----- | ------ | ------------ | ---------- | -------------------------- | -------- | ----- |
| Česko         | Brno  | článek | 1900         | 12         | 60–71                      |          | [ 3 ] |

## Provoz
První čtyři vozy absolvovaly technicko-policejní zkoušku 20. června 1900, tedy den před zahájením provozu elektrické tramvaje v Brně, zbytek vozů pak 25. září 1900. Ze začátku jezdily tyto vlečné vozy převážně o nedělích a svátcích na linkách 1 a 3. V roce 1920 byly všechny brněnské vlečné vozy přečíslovány zvýšením o hodnotu 100, série 60–71 tak obdržela čísla 160–171. Po roce 1928 byly vleky přesunuty především na linku 4 a vložené vlaky. První dva vozy byly vyřazeny v roce 1945, neboť byly zničeny při požáru pisárecké vozovny. Zbytek vlečných vozů série 160–171 jezdil po druhé světové válce hlavně na linkách 2 a 8, vložených vlacích a veletržních linkách. K jejich vyřazení došlo v letech 1956–1958.
Vůz č. 61 byl v polovině 70. let 20. století nalezen v zahrádkářské kolonii na Zaječí hoře v Sadové. Technickému muzeu v Brně (TMB) se podařilo v roce 1977 dojednat s místní zahrádkářskou organizací směnu vlečného vozu, který byl přestavěn a využíván jako zahradní chatka, za maringotku. O rok později byl vlek převezen do TMB. V roce 1982 byl vůz v Ústředních dílnách Dopravního podniku města Brna zrenovován do původního stavu a následně zařazen do sbírky vozidel MHD Technického muzea.